# België op de Olympische Zomerspelen 1996
Dit is een overzicht van de medailles gewonnen door Belgische sporters op de Olympische Zomerspelen 1996.

## Medailleoverzicht
| Sport   | Olympiër               | Discipline   | Medaille |
| ------- | ---------------------- | ------------ | -------- |
| Judo    | Ulla Werbrouck         | tot 72 kg    | Goud     |
| Zwemmen | Frédérik Deburghgraeve | 100 m school | Goud     |
| Judo    | Gella Vandecaveye      | tot 61 kg    | Zilver   |
| Zeilen  | Sébastien Godefroid    | finn klasse  | Zilver   |
| Judo    | Harry Van Barneveld    | boven 95 kg  | Brons    |
| Judo    | Marie-Isabelle Lomba   | tot 56 kg    | Brons    |

## Deelnemers en resultaten per onderdeel

### Atletiek
| Olympiër          | Discipline      | Resultaat | Prestatie                                                                                       |
| ----------------- | --------------- | --------- | ----------------------------------------------------------------------------------------------- |
| Patrick Stevens   | 100m (m)        | 30e       | serie 4: 2e in 10,21 kwartfinale 4: 4e in 10,31                                                 |
| Erik Wijmeersch   | 100m (m)        | 24e       | serie 2: 3e in 10,24 kwartfinale 2: 5e in 10,37                                                 |
| Patrick Stevens   | 200m (m)        | 7e        | serie 6: 1e in 20,60 kwartfinale 4: 2e in 20,43 halve finale 1: 4e in 20,46 finale: 7e in 20,27 |
| Erik Wijmeersch   | 200m (m)        | 17e       | serie 4: 2e in 20,68 kwartfinale 1: 4e in 20,59                                                 |
| Christophe Impens | 1500m (m)       | 18e       | serie 5: 3e in 3.40,16 halve finale 2: 8e in 3.37,64                                            |
| Johan Lisabeth    | 110m horden (m) | DNF       | serie 2: 4e in 13,72 kwartfinale 1: 3e in 13,53 halve finale 2: niet gefinisht                  |
| Jonathan N'Senga  | 110m horden (m) | 21e       | serie 7: 3e in 13,61 kwartfinale 2: 7e in 13,63                                                 |
| Sven Pieters      | 110m horden (m) | 13e       | serie 3: 3e in 13,56 kwartfinale 3: 2e in 13,36 halve finale 1: 7e in 13,59                     |
| Jean-Paul Bruwier | 400m horden (m) | 26e       | serie 2: 6e in 49,69                                                                            |
| Marc Dollendorf   | 400m horden (m) | 14e       | serie 5: 2e in 49,49 halve finale 2: 8e in 48,91                                                |
| Eddy Hellebuyck   | marathon (m)    | 67e       | 2:25.04                                                                                         |
| Erik Nys          | verspringen (m) | 13e       | kwalificatie groep A: 2e met 8,16m finale: 13e met 7,72m                                        |
|                   |                 |           |                                                                                                 |
| Ann Mercken       | 400m horden (v) | 12e       | serie 3: 3e in 55,88 halve finale 1: 6e in 54,95                                                |
| Marleen Renders   | marathon (v)    | 25e       | 2:36.27                                                                                         |

### Boogschieten
| Olympiër       | Discipline      | Resultaat | Prestatie |
| -------------- | --------------- | --------- | --- |
| Paul Vermeiren | individueel (m) | 4e        | plaatsingsronde: 19e met 659 punten 1e ronde: W van IND Ram: 165-140 2e ronde: W van USA White: 159-158 3e ronde: W van SLO Medved: 161-159 kwartfinale: W van FRA Torres: 111-106 halve finale: V van USA Huish: 103-112 bronzen finale: V van KOR Kyo-Moon: 110-115 |

### Gymnastiek
| Olympiër          | Discipline      | Resultaat | Prestatie |
| Ritmisch          | Ritmisch        | Ritmisch  | Ritmisch |
| ----------------- | --------------- | --------- | --- |
| Cindy Stollenberg | individueel (v) | 4e        | voorronde: 31e touw: 34e met 9,033 punten bal: 27e met 9,166 punten knotsen: 32e met 9,149 punten lint: 30e met 9,116 punten totaal: 36,464 punten |

### Judo
| Olympiër            | Discipline | Resultaat | Prestatie |
| ------------------- | ---------- | --------- | --- |
| Philip Laats        | -65kg (m)  | 5e        | 1e ronde: W van GEO Revazishvili 2e ronde: W van USA Fuentes kwartfinale: W van POL Lewak halve finale: V van GER Quellmalz bronzen finale: V van BRA Guimarães                                       |
| Johan Laats         | -78kg (m)  | 9e        | 1e ronde: W van SCG Radulovic 2e ronde: V van GER Dott herkansingen: W van NCA Dixon herkansingen 2: V van TUR Uznadze                                                                                |
| Harry Van Barneveld | +95kg (m)  | Brons     | 1e ronde: W van CUB Garcia 2e ronde: V van FRA Douillet herkansingen 1: W van LUX Mueller herkansingen 2: W van AUT Krieger herkansingen 3: W van GRE Papaioannou bronzen finale: W van CHN Shenggang |
|                     |            |           | |
| Heidi Goossens      | -52kg (v)  | 18e       | 1e ronde: V van USA Pedulla |
| Marisabel Lomba     | -56kg (m)  | Brons     | 1e ronde: vrij 2e ronde: V van KOR Jung herkansingen 1: W van JPN Mizoguchi herkansingen 2: W van AZE Guseynova bronzen finale: W van CHN Chang                                                       |
| Gella Vandecaveye   | -61kg (m)  | Zilver    | 1e ronde: vrij 2e ronde: W van TUN Tbessi kwartfinale: W van VEN Griffith halve finale: W van KOR Sung-sook finale: V van JPN Emoto                                                                   |
| Ulla Werbrouck      | -72kg (m)  | Goud      | 1e ronde: vrij 2e ronde: W van RUS Galyant kwartfinale: W van ESP Curto halve finale: W van UKR Belyaeva finale: W van JPN Tanabe                                                                     |

### Kanovaren
| Olympiër                        | Discipline    | Resultaat | Prestatie                                                                           |
| ------------------------------- | ------------- | --------- | ----------------------------------------------------------------------------------- |
| David Taboureau Mark Vendeweyer | K-2 500m (m)  | 16e       | serie 3: 5e in 1.37,118 herkansingen: 5e in 1.39,619 halve finale 2: 8e in 1.34,807 |
| David Taboureau Mark Vendeweyer | K-2 1000m (m) | 19e       | serie 3: 5e in 3.44,778 herkansingen: 6e in 3.36,976                                |
|                                 |               |           |                                                                                     |
| Delphine Vandevenne             | K-1 500m (m)  | 12e       | serie 3: 4e in 1.57,363 herkansingen: 3e in 1.59,027 halve finale 2: 6e in 1.54,687 |

### Paardensport
| Olympiër                                                          | Discipline  | Resultaat | Prestatie |
| Dressuur                                                          | Dressuur    | Dressuur  | Dressuur |
| ----------------------------------------------------------------- | ----------- | --------- | --- |
| Arlette Holsters                                                  | individueel | 18e       | Grand Prix test: 20e met 66,32% Grand Prix special: 18e met 134,46                                                                                               |
| Eventing                                                          |             |           | |
| Constantin Van Rijckevorsel                                       | individueel | 8e        | dressuur: 22e met 55,8 strafpunten crosscountry: 4e met 21,60 strafpunten springconcours: 11e met 10 strafpunten totaal: 87,40 strafpunten                       |
| Springconcours                                                    |             |           | |
| Michel Blaton                                                     | individueel | 53e       | kwalificatie: 1e ronde: 55e met 9 strafpunen 2e ronde: 64e met 17,75 strafpunten 3e ronde: 45e met 8 strafpunten totaal: 35,25 strafpunten                       |
| Ludo Philippaerts                                                 | individueel | 20e       | kwalificatie: 1e ronde: 1e met 0 strafpunten 2e ronde: 11e met 4 strafpunten 3e ronde: 1e met 0 strafpunten totaal: 4 strafpunten finale: 20e met 16 strafpunten |
| Stanny Van Paesschen                                              | individueel | 50e       | kwalificatie: 1e ronde: 59e met 12 strafpunten 2e ronde: 42e met 12 strafpunten 3e ronde: 30e met 8 strafpunten totaal: 32 strafpunten                           |
| Eric Wauters                                                      | individueel | 67e       | kwalificatie: 1e ronde: 14e met 4 strafpunten 2e ronde: 57e met 16 strafpunten 3e ronde: 72e met 37,50 strafpunten totaal: 57,5 strafpunten                      |
| Michel Blaton Ludo Philippaerts Stanny Van Paesschen Eric Wauters | team        | 13e       | 1e ronde: 13e met 32 strafpunten 2e ronde: 9e met 16,50 strafpunten totaal: 48,50 strafpunten                                                                    |

### Roeien
| Olympiër                      | Discipline      | Resultaat | Prestatie                                                                                                |
| ----------------------------- | --------------- | --------- | --- |
| Björn Hendrickx Tom Symoens   | dubbel-twee (m) | 10e       | serie 2: 3e in 6.54,80 herkansingen: 2e in 6.48,45 halve finale 2: 5e in 6.48,13 finale B: 4e in 6.21,89 |
| Luc Goiris Jaak Van Driessche | twee-zonder (m) | 8e        | serie 1: 4e in 6.43,83 herkansingen: 2e in 7.06,76 halve finale 2: 5e in 6.55,84 finale B: 2e in 6.34,46 |
|                               |                 |           | |
| Annelies Bredael              | skiff (v)       | 7e        | serie 2: 2e in 8.08,40 herkansingen: 2e in 8.33,72 halve finale 2: 4e in 8.05,78 finale B: 1e in 7.25,83 |

### Schietsport
| Olympiër        | Discipline          | Resultaat | Prestatie                                      |
| --------------- | ------------------- | --------- | ---------------------------------------------- |
| Philippe Dupont | trap (m)            | 20e       | kwalificatie: 20e met 119 punten (71-48)       |
| Frans Peeters   | trap (m)            | 49e       | kwalificatie: 49e met 114 punten (69-45)       |
| Philippe Dupont | dubbeltrap (m)      | 19e       | kwalificatie: 19e met 130 punten (47-43-40)    |
| Frans Peeters   | dubbeltrap (m)      | 22e       | kwalificatie: 22e met 128 punten (41-42-45)    |
|                 |                     |           |                                                |
| Cindy Bouque    | 10m luchtgeweer (v) | 25e       | kwalificatie: 25e met 389 punten (96-97-98-97) |
| Anne Focan      | dubbeltrap (v)      | 20e       | kwalificatie: 20e met 90 punten (35-27-29)     |

### Tafeltennis
| Olympiër          | Discipline    | Resultaat | Prestatie |
| ----------------- | ------------- | --------- | --- |
| Jean-Michel Saive | enkelspel (m) | 5e        | groep C: 1e W van ROU Florea: 2-0 W van GER Franz: 2-0 W van KUW Al-Habashi: 2-0 2e ronde: W van CRO Primorac: 3-0 (21-13, 21-16, 21-8) kwartfinale: V van CZE Korbel: 0-3 (10-21, 13-21, 19-21) |
| Philippe Saive    | enkelspel (m) | 17e       | groep F: 3e V van CHN Guoliang: 0-2 V van SCG Grujić: 1-2 W van AUS Smythe: 2-0 |

### Tennis
| Olympiër                           | Discipline     | Resultaat | Prestatie                                                                                               |
| ---------------------------------- | -------------- | --------- | --- |
| Sabine Appelmans                   | enkelspel (v)  | 33e       | 1e ronde: V van BLR Zverava: 5-7, 3-6                                                                   |
| Laurence Courtois                  | enkelspel (v)  | 17e       | 1e ronde: W van RUS Anna Kournikova: 1-6, 6-2, 6-2 2e ronde: V van SVK Habšudová: 5-7, 2-6              |
| Dominique Van Roost                | enkelspel (v)  | 33e       | 1e ronde: V van ESP Sánchez Vicario: 1-6, 4-6                                                           |
| Sabine Appelmans Laurence Courtois | dubbelspel (v) | 9e        | 1e ronde: W van ARG Sabatini/Tarabini: 5-7, 6-3, 6-4 2e ronde: V van SUI Hingis/Schynder: 6-2, 1-6, 5-7 |

### Wielersport
| Olympiër             | Discipline       | Resultaat | Prestatie      |
| Baan                 | Baan             | Baan      | Baan           |
| -------------------- | ---------------- | --------- | -------------- |
| Etienne De Wilde     | puntenkoers (m)  | 24e       | 0 punten       |
| Mountainbike         |                  |           |                |
| Roel Paulissen       | mannen           | 17e       | 2:33.53        |
| Peter Van Den Abeele | mannen           | DNF       | niet gefinisht |
| Weg                  |                  |           |                |
| Johan Bruyneel       | tijdrit (m)      | 24e       | 1:10.12        |
| Johan Bruyneel       | wegwedstrijd (m) | 60e       | 4:56.47        |
| Johan Museeuw        | wegwedstrijd (m) | 10e       | 4:55.24        |
| Tom Steels           | wegwedstrijd (m) | 109e      | 4:56.56        |
| Wilfried Peeters     | wegwedstrijd (m) | 15e       | 4:56.28        |
| Frank Vandenbroucke  | wegwedstrijd (m) | 25e       | 4:56.44        |
|                      |                  |           |                |
| Heidi Van De Vijver  | wegwedstrijd (v) | 20e       | 2:37.06        |

### Worstelen
| Olympiër             | Discipline     | Resultaat      | Prestatie                                                         |
| Grieks-Romeins       | Grieks-Romeins | Grieks-Romeins | Grieks-Romeins                                                    |
| -------------------- | -------------- | -------------- | ----------------------------------------------------------------- |
| Jean-Pierre Wafflard | -82kg (m)      | 17e            | 1e ronde: V van BLR Tsilent: 0-10 2e ronde: V van CZE Frinta: 0-2 |

### Zeilen
| Olympiër            | Discipline | Resultaat | Prestatie                                      |
| ------------------- | ---------- | --------- | ---------------------------------------------- |
| Sebastien Godefroid | finn (m)   | Zilver    | 45 punten: (13-24-5-5-4-3-16-7-2-6)            |
|                     |            |           |                                                |
| Ingrid Bellemans    | europe (v) | 21e       | 148 punten: (21-12-19-19-18-17-18-12-13-27-20) |
|                     |            |           |                                                |
| Philippe Bergmans   | laser      | 18e       | 144 punten: (11-11-25-10-20-15-25-22-28-24-6)  |

### Zwemmen
| Olympiër               | Discipline          | Resultaat | Prestatie                                         |
| ---------------------- | ------------------- | --------- | ------------------------------------------------- |
| Frédérik Deburghgraeve | 100m schoolslag (m) | Goud      | serie 6: 1e in 1.00,60 (WR) finale: 1e in 1.00,65 |
| Frédérik Deburghgraeve | 200m schoolslag (m) | 17e       | serie 4: 4e in 2.16,10                            |
|                        |                     |           |                                                   |
| Sandra Cam             | 200m vrije slag (v) | 26e       | serie 2: 1e in 2.04,90                            |
| Sandra Cam             | 400m vrije slag (v) | 10e       | serie 5: 6e in 4.17,35 finale B: 2e in 4.14,94    |
| Sandra Cam             | 800m vrije slag (v) | 16e       | serie 2: 5e in 8.48,33                            |
| Yseult Gervy           | 100m rugslag (v)    | 25e       | serie 2: 4e in 1.05,72                            |
| Yseult Gervy           | 200m rugslag (v)    | 22e       | serie 4: 8e in 2.18,69                            |
| Brigitte Becue         | 100m schoolslag (v) | 8e        | serie 6: 2e in 1.09,83 finale: 8e in 1.09,79      |
| Brigitte Becue         | 200m schoolslag (v) | 7e        | serie 6: 3e in 2.29,62 finale: 7e in 2.28,36      |
| Brigitte Becue         | 200m wisselslag (v) | 18e       | serie 6: 6e in 2.18,28                            |
| Yseult Gervy           | 400m wisselslag (v) | 15e       | serie 1: 1e in 4.53,11 finale B: 7e in 4.52,89    |

Afghanistan · Albanië · Algerije · Amerikaanse Maagdeneilanden · Amerikaans-Samoa · Andorra · Angola · Antigua‑Barbuda · Argentinië · Armenië · Aruba · Australië · Azerbeidzjan · Bahama's · Bahrein · Bangladesh · Barbados · België · Belize · Benin · Bermuda · Bhutan · Bolivia · Bosnië en Herzegovina · Botswana · Brazilië · Britse Maagdeneilanden · Brunei · Bulgarije · Burkina Faso · Burundi · Cambodja · Canada · Centraal-Afrikaanse Republiek · Chili · China · Chinees Taipei · Colombia · Comoren · Congo-Brazzaville · Cookeilanden · Costa Rica · Cuba · Cyprus · Denemarken · Djibouti · Dominica · Dominicaanse Republiek · Duitsland · Ecuador · Egypte · El Salvador · Equatoriaal-Guinea · Estland · Ethiopië · Fiji · Filipijnen · Finland · Frankrijk · Gabon · Gambia · Georgië · Ghana · Grenada · Griekenland · Groot-Brittannië · Guam · Guatemala · Guinee · Guinee-Bissau · Guyana · Haïti · Honduras · Hongarije · Hongkong · Ierland · IJsland · India · Indonesië · Irak · Iran · Israël · Italië · Ivoorkust · Jamaica · Japan · Jemen · Joegoslavië · Jordanië · Kaaimaneilanden · Kaapverdië · Kameroen · Kazachstan · Kenia · Kirgizië · Koeweit · Kroatië · Laos · Lesotho · Letland · Libanon · Liberia · Libië · Liechtenstein · Litouwen · Luxemburg ·  Macedonië · Madagaskar · Malawi · Malediven · Maleisië · Mali · Malta · Marokko · Mauritanië · Mauritius · Mexico · Moldavië · Monaco · Mongolië · Mozambique · Myanmar · Namibië · Nauru · Nederland · Nederlandse Antillen · Nepal · Nicaragua · Nieuw-Zeeland · Niger · Nigeria · Noord-Korea · Noorwegen · Oeganda · Oekraïne · Oezbekistan · Oman · Oostenrijk · Pakistan · Palestina · Panama · Papoea-Nieuw-Guinea · Paraguay · Peru · Polen · Portugal · Puerto Rico · Qatar · Roemenië · Rusland · Rwanda · Saint Kitts en Nevis · Saint Lucia · Saint Vincent en Grenadines · Salomonseilanden · Samoa · San Marino · Sao Tomé en Principe · Saoedi-Arabië · Senegal · Seychellen · Sierra Leone · Singapore · Slovenië · Slowakije · Soedan · Somalië · Spanje · Sri Lanka · Suriname · Swaziland · Syrië · Tadzjikistan · Tanzania · Thailand · Togo · Tonga · Trinidad en Tobago · Tsjaad · Tsjechië · Tunesië · Turkije · Turkmenistan · Uruguay · Vanuatu · Venezuela · Verenigde Arabische Emiraten · Verenigde Staten · Vietnam · Wit-Rusland · Zaïre · Zambia · Zimbabwe · Zuid-Afrika · Zuid-Korea · Zweden · Zwitserland